# Championnat des Fidji de football 1986
Navigation
Saison précédente Saison 1988
La saison 1986 du Championnat des Fidji de football est la dixième édition du championnat de première division aux Fidji. Les huit meilleures équipes du pays sont regroupées au sein d'une poule unique, où elles s'affrontent deux fois, à domicile et à l'extérieur. À la fin du championnat, il n'y a ni promotion, ni relégation.
C'est l'équipe de Ba FC qui remporte la compétition après avoir terminé en tête du classement final, avec deux points d'avance sur Lautoka FC et cinq sur le tenant du titre, Nadi FC. C'est le troisième titre de champion des Fidji de l'histoire du club, qui devient la première équipe à représenter les Fidji lors de l'édition inaugurale de la Coupe des champions d'Océanie. Ba réussit même le doublé en s'imposant en finale de la Coupe des Fidji face à Nadroga FC.

## Les clubs participants
| - Ba FC - Lautoka FC - Suva FC - Nasinu FC | - Labasa FC - Nadi FC - Rewa FC - Nadroga FC |

## Compétition
Le barème utilisé pour établir les différents classements est le suivant :
- Victoire : 2 points
- Match nul : 1 point
- Défaite : 0 point

### Classement
| Rang | Équipe     | Pts | J  | G | N | P  | Bp | Bc | Diff |
| ---- | ---------- | --- | -- | - | - | -- | -- | -- | ---- |
| 1    | Ba FCC     | 21  | 14 | 8 | 5 | 1  | 28 | 8  | +20  |
| 2    | Lautoka FC | 19  | 14 | 8 | 3 | 3  | 32 | 16 | +16  |
| 3    | Nadi FCT   | 16  | 14 | 5 | 6 | 3  | 22 | 17 | +5   |
| 4    | Rewa FC    | 15  | 14 | 5 | 5 | 4  | 21 | 18 | +3   |
| 5    | Nadroga FC | 15  | 14 | 5 | 5 | 4  | 17 | 23 | -6   |
| 6    | Labasa FC  | 11  | 14 | 5 | 1 | 8  | 24 | 35 | -11  |
| 7    | Suva FC    | 10  | 14 | 1 | 4 | 9  | 12 | 18 | -6   |
| 8    | Nasinu FC  | 5   | 14 | 1 | 3 | 10 | 9  | 30 | -21  |

|  | Qualification pour la Coupe des champions d'Océanie 1987 |
|  | T: Tenant du titre C: Vainqueur de la Coupe des Fidji    |

## Bilan de la saison
| Championnat des Fidji de football 1986                             |                  |
| Champion                                                           | Ba FC (3e titre) |
| Coupes et trophées                                                 |                  |
| Vainqueur de la Coupe des Fidji 1986                               | Ba FC            |
| Qualifications continentales                                       |                  |
| Coupe des champions d'Océanie 1987                                 | Ba FC            |
| Promotions et relégations                                          |                  |
| Promus en Championnat des Fidji de football                        | Aucun            |
| Relégués en Championnat des Fidji de football de deuxième division | Aucun            |